# تپه دوازده امام
تپه دوازده امام در شهرستان سرپل ذهاب، بخش مرکزی، دهستان قلعه شاهین، ۴۰۰ متری جنوب روستای دوازده امام واقع شده و این اثر در تاریخ ۲۷ اسفند ۱۳۸۷ با شمارهٔ ثبت ۲۶۴۴۶ به‌عنوان یکی از آثار ملی ایران به ثبت رسیده است.